# Damrong Rajanubhab

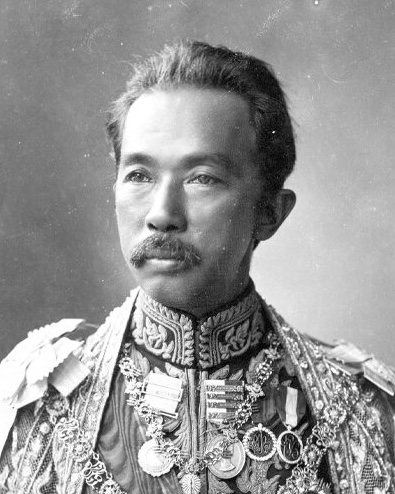
Prinz Damrong Rajanubhab (1862–1943)

Prinz Damrong Rajanubhab (thailändisch สมเด็จพระเจ้าบรมวงศ์เธอ พระองค์เจ้าดิศวรกุมาร กรมพระยาดำรงราชานุภาพ, RTGS Somdet Phra Chao Borommawong Thoe Phra-ong Chao Ditsaworakuman Krom Phraya Damrong Rachanuphap [sǒmdèt pʰráʔ ʨâw bɔːrommáwoŋ tʰɤː pʰráʔoŋ ʨâw dítsàwɔːrákùmaːn krom pʰrájaː damroŋ raːʨʰaːnúpʰâːp]) (* 21. Juni 1862; † 1. Dezember 1943) war eine der einflussreichsten thailändischen Persönlichkeiten des späten 19. und frühen 20. Jahrhunderts. Er gilt als der Begründer des modernen Schulsystem Thailands, hat als erster Innenminister Thailands die Provinzverwaltung modernisiert, sowie als Amateur wichtige Beiträge zur thailändischen Geschichtsschreibung geleistet.

## Leben und Werk
Geboren wurde Prinz Damrong als Phra-ong Chao (Prinz) Ditsaworakuman (พระองค์เจ้าดิศวรกุมาร), Sohn von König Rama IV. (Mongkut) mit seiner Nebenfrau Chao Chom Manda Chum (Thai: เจ้าจอมมารดาชุ่ม). Seine Schulerziehung erfuhr er in einer speziellen Palastschule, die sein älterer Halbbruder König Rama V. (Chulalongkorn) eingerichtet hatte. Schon in jungen Jahren wurde er für die Arbeit in der Landesverwaltung vorbereitet, so wurde er 1880 im Alter von 18 Jahren Kommandeur der königlichen Leibgarde.

### Wirken für die Absolute Monarchie
In den folgenden Jahren baute er die Militärschulen des Landes auf. Im Jahr 1886 verlieh ihm der König den Rang Krommamuen und den Namen Damrong Rajanubhab. Ein Jahr später wurde er stellvertretender Kommandeur des Heeres. Zur selben Zeit holte ihn König Chulalongkorn als Erziehungsminister in ein provisorisches Kabinett. Als dann aber 1892 die Kabinettsreform durchgeführt wurde, bekam Prinz Damrong überraschend die Führung des Ministeriums für den Norden (Mahatthai) zugewiesen, das er im Zuge der Verwaltungsreform 1894 zum Innenministerium umgestaltete.

Außenminister Prinz Devawongse, König Chulalongkorn und Innenminister Prinz Damrong (v.l., um 1900)

Auf diesem Posten modernisierte Prinz Damrong das traditionelle System der Provinzen, deren Gouverneure bis dahin die Position lokaler Fürsten hatten, die sie auch vererbten. Aus den Provinzoberhäuptern, die sich durch Steuern selbst finanzierten und nur einen Teil als Tribut an die Zentralregierung abtreten mussten, wurden vom Innenministerium ausgewählte und bezahlte Beamte. Viele kleinere Provinzen wurden aufgelöst und den Nachbarprovinzen zugeordnet, zum Teil, um die Verwaltung zu straffen, aber auch um unwillige Gouverneure zu entmachten. Zusätzlich wurde eine neue Verwaltungsebene, die Monthon eingeführt, die mehrere Provinzen zusammenfassten und viele der Verwaltungsaufgaben übernahmen. Das neue System wurde Thesaphiban („Schutz über das Gebiet“) genannt.
Nach dem Tod König Chulalongkorns im Jahr 1910 und der Inthronisierung seines Sohnes, König Vajiravudh, wurde die Zusammenarbeit des mittlerweile zweitmächtigsten Mannes mit dem König deutlich schwieriger. Nach einigen Meinungsverschiedenheiten ließ sich Prinz Damrong 1915 von seinen Aufgaben entbinden – offiziell allerdings aus Gesundheitsgründen, da ein Rücktritt ein Affront gegen den absoluten Monarchen gewesen wäre.

### Wirken als Gelehrter

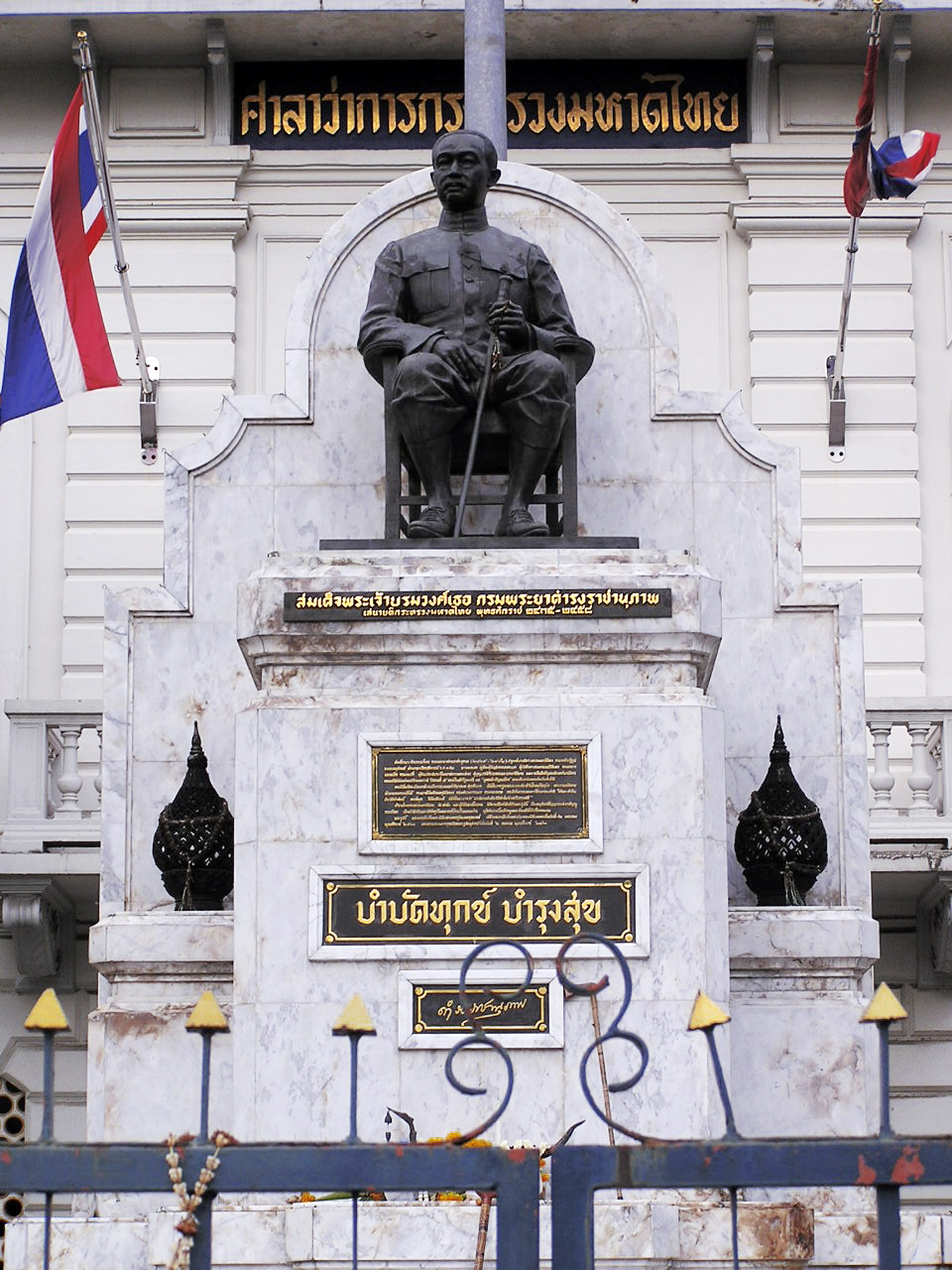
Standbild für Prinz Damrong vor dem Innenministerium in Bangkok

Nach seiner Demission widmete sich Prinz Damrong der Geschichte Thailands. Er schrieb viele Bücher über die historischen Ereignisse und die thailändische Folklore und sammelte auch einschlägige Literatur und Kunstgegenstände. Aus seiner Sammlung entstand später u. a. die Nationalbibliothek.
Sein verbreitetstes populär-geschichtliches Werk ist Thai Rop Phama („Thailands Kriege gegen Birma“) von 1917, in dem er beispielsweise die heute in Thailand weithin bekannte Legende von Königin Suriyothais Heldenmut, König Naresuans Elefantenschlacht, dessen „Unabhängigkeitserklärung“, die Geschichten der Schlacht von Bang Rachan und der Zerstörung Ayutthayas durch die Birmanen popularisierte. Damit prägte er das thailändische Geschichtsbild nachhaltig. Die von ihm aufgezeichneten Geschichten fanden Eingang in Schulbücher und die Populärkultur. Die Legende der Suriyothai und die Schlacht von Bang Rachan wurden 2000 bzw. 2001 monumental verfilmt. Damrong propagierte das Bild der Birmanen als wilde und brutale Erbfeinde Thailands und die Sichtweise, dass Thailand stets nur zur Verteidigung seiner Freiheit Krieg führte und nur dann besiegt werden konnte, wenn es unvorbereitet und uneinig war.
Prinz Damrong bewohnte ab 1911 (und auch wieder ab 1942) den Varadis-Palast, ein ungewöhnliches Gebäude mit chinesisch inspirierter Innenausstattung, das von dem deutschen Architekten Karl Döhring erbaut worden war. Das Gebäude unweit der belebten Lan Luang Road in Bangkok wurde 1996 – anlässlich des 53sten Todestags des Prinzen – renoviert und in ein Museum mit angegliederter Bibliothek (das Prince Damrong Rachanupab Museum and Library) umgewandelt.

### Nach dem Staatsstreich 1932
Nach dem Ende der absoluten Monarchie 1932 und dem gescheiterten Versuch von Prinz Boworadet, den Staatsstreich gewaltsam rückgängig zu machen, floh Prinz Damrong ins Exil nach Penang in Malaysia. 1942 kehrte er nach Bangkok zurück, wo er auch 1943 starb. Anlässlich seines 100. Geburtstages 1962 wurde er als erster Thai in die UNESCO-Liste der herausragenden Persönlichkeiten aufgenommen. Die wichtigsten größeren Veröffentlichungen von Prinz Damrong sind unten zusammengefasst.
Sein Sohn Subhadradis Diskul (1923–2003) war ebenfalls Historiker, Archäologe und Kunsthistoriker.

## Veröffentlichungen
- „Der menschliche Körper“ (กายคฦห, Kai kharueha). Wachirayan Band 1, H. 2, S. 89–122 (30. Januar 1885). Einfache Erläuterungen zu den Funktionen des menschlichen Körpers und Schmerzen im Gedankenkreis des Buddhismus
- „Pilgerfahrten zum Heiligen Fußabdruck“ (เรีองเทศกาลพระบาท, Rueang thetsakan phrabat). Wachirayan. Eine Abhandlung über den heiligen Fußabdruck des Buddha in Saraburi
- „Die Widmung von Segenswünschen in der thailändischen Kultur“ (เรึ่องให้พร, Rueang hai phon). Wachirayan wiset (1890), Neuabdruck in A Collection of Three Miscellaneous Essays (1926). Abhandlung zum siamesischen Brauch der Segenswünsche.
- „Die Erziehung von Kindern“ (วิชาสำหรับตัวเด็ก, Wicha samrap tua dek). Wachirayan wiset, Band 5 (53), S. 625–630 (19. Oktober 1890). Neuabruck in Three Kinds of Knowledge (1923). Abhandlung zu den Stufen des Lernens und die Erziehung von Kindern.
- „Der Chinesisch-Japanische Krieg“ (เรีองสงครามจึนกับญิ่ปุ่น, Rueang songkhram chin kap yipun). Wachiyaran, T. 1 (Oktober 1894), S. 46–53. Darstellung der Vorgeschichte des Ersten Japanisch-Chinesischen Krieges und der Beziehungen zwischen China, Japan und Korea, mit Ansichten zum möglichen Ausgang der andauernden Kämpfe.
- „Unternehmungen während einer Reise auf einem Dampfschiff nach Europa“ (กิจการเรึองโดยสารเรึอเมล์ไปยุโรป, Kitchakan rueang doisan ruea me pai yurop). Wachiyaran, T. 1 (Oktober 1894), S. 53–83. Beschreibungen eines thailändischen Dampfschiffpassagiers während einer Reise nach Europa im Jahr 1891.
- „Alte Edikte zu den Provinzen [von Siam]“ (เรีองท้องตราเกืา, Rueang thong tra kao). Wachiyaran, T. 26 (Nov. 1896), S. 2671–2673. Kurze Einführung in elf Dokumente des Ministeriums für die südlichen Provinzen (Kalahom) aus den Jahren zwischen 1792 und 1850.
- „Siamesische Gesandtschaften während der Ayutthaya-Zeit“ (เรีองทูตานุทูตสยมครั้งกรุงทวาราวดีสรีอยุธยาโบราฌ, Rueang thutanuthut sayam khrang khrung thawara wadi Sri Ayutthaya boran). Wachiyaran, T. 31 (April 1897), S. 3061–3076. Kurze Zusammenfassung siamesische Gesandtschaften von König Narai nach Frankreich und Rom in den 1680er Jahren.
- Richtlinien für die Provinzverwaltung (ข้อบังดับลักสณะการปกดรองหัวเมีองรัตนโกสินทร์ศก๑๑๖, Kho bangkhap laksana kan pokkhrong hua mueang rattanakosin 116). Bangkok: Bamrungnukunlakit Press 2. Auflage. 1900. Veröffentlicht in seiner Eigenschaft als Innenminister.
- Eine Königschronik von Bangkok während der Ersten Herrschaft (พระราชพงศาวดารกรุงรัตนโกสินทร์รัขกาลที ๑, Phra ratcha phongsawadan krung rattanakosin ratchakan thi nueng). Bangkok: Bamrungnukunlakit Press 1901. Das Manuskript wurde 1869 von Chao Phraya Thipakorawong Mahakosathibodi (Kham Bunnag) fertiggestellt und von Prinz Damrong verbessert und herausgegeben.
- Einführung in die Königlichen Chroniken (คำนำว่าดัวยตำนานหนัสืพระราชพงศาวดาร, Khamnam wa duai tamnan nangsü phra ratcha phonsawadan). In: Die Königlichen Chroniken (Royal Autograph Edition), Band I, S. 1–30. Hrsg. von der Wachirayan Nationalbibliothek, Bangkok. Bangkok: Bamrungnukunlakit Press 1913. Kommentar zur Geschichte und zu den Versionen der Chroniken von Ayutthaya.
- Ereignisse vor der Gründung von Ayutthaya (อธิบายเหตุการฌ์เมี่อก่อนสรํางกรุงศรีอยุธยา, Athibai hetkan muea kon sang krung sri ayutthaya). Thai Press 1914. Geschichte der Thai und anderer Völker seit Anbeginn bis 1351, dem Jahr der Gründung von Ayutthaya. Auch: Übersetzung ins Englische durch Josiah Crosby: "Siamese History prior to the Founding of Ayuddhya". In: Journal of the Siam Society, Band 13 (1919), H. 2, S. 1–65. siamese-heritage.org (PDF; 7,7 MB); abgerufen am 31. Oktober 2012.
- Historische Aufzeichnungen und Königschroniken (ดำนานหนังสือพระราชพงศาวดาร, Tamnan nangsue phra ratcha phongsawadan). Hrsg.: Wachirayan National Library Press. (Bangkok): Thai Press 1914. Übersicht über die Quellen und Versionen der Chroniken von Ayutthaya; es handelt sich hier um eine überarbeitete und erweiterte Fassung der Ausgabe 1913. Oskar Frankfurter übersetzte diese Fassung 1915 ins Englische.
- Thailands Kriege gegen Birma in der Ayutthaya-Periode (เรืองไทยรบพม่าครั้งกรุงเก่า, Rueang thai rop phama khrang krung kao). Aksoranit Press, 1917. Englische Ausgabe, herausgegeben von Chris Baker: The chronicle of Our Wars with the Burmese. Hostilities between Siamese and Burmese when Ayutthaya was the capital of Siam. White Lotus, 2001.